# 庫馬河 (孔達河支流)
庫馬河是俄羅斯的河流，屬於孔達河的右支流，由漢特-曼西自治區負責管轄，河道全長530公里，流域面積7,750平方公里，發源自西西伯利亞平原，河水主要來自融雪。